# Камысты (Восточно-Казахстанская область)
Камысты (каз. Қамысты) — село в Тарбагатайском районе Восточно-Казахстанской области Казахстана. Входит в состав Жетыаральского сельского округа. Код КАТО — 635841400.

## Население
В 1999 году население села составляло 617 человек (342 мужчины и 275 женщин). По данным переписи 2009 года, в селе проживало 257 человек (145 мужчин и 112 женщин).